# Downarowicz (herb szlachecki)
Downarowicz – polski herb szlachecki, odmiana herbu Przyjaciel.

## Opis herbu
W polu czerwonem serce – dwoma mieczami na dól ostrzami ukośne na krzyż przebite. Nad hełmem w koronie trzy pióra strusie.

## Historia herbu
Herb dawno znany w województwie Witebskiem.

## Herbowni
Jedna rodzina herbownych (herb własny): 
Downarowicz.